# 皮爾徹峰
64°19′S 60°49′W / 64.317°S 60.817°W
皮爾徹峰是南極洲的山峰，位於葛拉漢地西岸，處於穆亞爾冰川和利林塔爾冰川之間，由英國探險隊繪入地圖，以該國工程師命名。